# WWA World Junior Light Heavyweight Championship
Il WWA World Junior Light Heavyweight Championship (Campeonato Mundial Semi Completo de la WWA in lingua spagnola) è un titolo di Wrestling promosso inizialmente dalla federazione messicana di lucha libre World Wrestling Association (WWA) e in seguito dalla New Japan Pro-Wrestling (NJPW) e, in una sua seconda versione, dalla Pro Wrestling ZERO1.
Il titolo, riservato ai lottatori aventi un peso tra 92 e 97 kg anche se questa restrizione del peso non viene sempre applicata, è attivo a partire dal 1988, anno della sua creazione da parte della WWA-

## Storia
Il titolo nacque nel 1988 per volontà della WWA di creare un riconoscimento per la categoria di peso e il suo campione inaugurale fu Rey Misterio sr., vincitore di uno spareggio per assegnare la cintura. 
Nel 1993 Gran Hamada, allora detentore del titolo, decise di portarlo con sé al suo ritorno in Giappone. Negli anni successivi fu difeso in territorio Giapponese, pur essendo riconosciuto come titolo della WWA, e a partire dal 5 agosto 1996 fu parte del J-Crown, che comprendeva al suo interno un totale di otto titoli riservati alla categoria di peso Junior Heavyweight. Quando nel novembre 1997 la J-Crown fu sciolta, il titolo fu reso vacante e restituito alla WWA, che lo riassegnò soltanto nel 1999. Da allora il titolo è difeso in WWA e nel circuito indipendente messicano.
Nel 2005 Filoso, un lottatore della ZERO1, iniziò ad essere annunciato come detentore del WWA World Junior Heavyweight Championship, adottando la cintura che era stata in uso fino alla J-Crown e che non era mai stata riutilizzata dalla WWA. Filoso difese il titolo pur non avendolo mai effettivamente vinto. La cintura fu promossa dalla ZERO1, ma aveva in comune con il titolo originale il solo nome e non il suo albo d'oro. La versione ZERO1 del titolo fu abbandonata pochi anni più tardi, nel 2008.

## Albo d'oro

### Versione ufficiale (WWA)
| Legenda  |                                                                               |
| -------- | ----------------------------------------------------------------------------- |
| #        | Indica il numero del regno titolato                                           |
| Regno    | Viene indicato il numero del regno del campione                               |
| Data     | La data in cui il titolo è stato vinto                                        |
| Località | Indica il luogo in cui il titolo è stato vinto                                |
| Note     | Indica notizie particolari riguardanti i cambi di titolo o altre informazioni |

| No. | Campione             | Cambio di titolo  | Cambio di titolo  | Cambio di titolo  | Statistiche regno | Statistiche regno | Note                                                                                                   |
| No. | Campione             | Data              | Evento            | Posizione         | Regno             | Giorni            | Note                                                                                                   |
| --- | -------------------- | ----------------- | ----------------- | ----------------- | ----------------- | ----------------- | --- |
| 1   | Rey Misterio sr.     | 11 marzo 1989     | House Show        | Tijuana, Messico  | 1                 | 344               | Misterio sr. vinse il titolo sconfiggendo Fishman in un incontro per decretare il campione inaugurale. |
| 2   | Fishman              | 18 febbraio 1990  | House Show        | Tijuana, Messico  | 1                 | 113               | |
| 3   | Villano IV           | 11 giugno 1990    | House Show        | Tijuana, Messico  | 1                 | 1.285             | |
| 4   | Gran Hamada          | 17 dicembre 1993  | House Show        | Tokyo, Giappone   | 1                 | 960               | |
| 5   | El Samurai           | 3 agosto 1996     | G1 Climax         | Tokyo, Giappone   | 1                 | 1                 | Cambio di titolo avvenuto all'interno del torneo per la J-Crown.                                       |
| 6   | The Great Sasuke     | 4 agosto 1996     | G1 Climax         | Tokyo, Giappone   | 1                 | 99                | Il titolo divenne parte della J-Crown.                                                                 |
| 7   | Ultimo Dragon        | 11 novembre 1996  | Osaka Crush Night | Osaka, Giappone   | 1                 | 54                | Come parte del J-Crown.                                                                                |
| 8   | Jushin Thunder Liger | 4 gennaio 1997    | Wrestling World   | Tokyo, Giappone   | 1                 | 183               | Come parte del J-Crown.                                                                                |
| 9   | El Samurai           | 6 luglio 1997     | House Show        | Sapporo, Giappone | 2                 | 35                | Come parte del J-Crown.                                                                                |
| 10  | Shinjiro Otani       | 10 agosto 1997    | House Show        | Nagoya, Giappone  | 1                 | 87                | Come parte del J-Crown.                                                                                |
| -   | Vacante              | 5 novembre 1997   | --                | --                | --                | --                | Otani sciolse la J-Crown, rendendo il titolo vacante e restituendolo alla WWA.                         |
| 11  | Halloween            | 16 settembre 1999 | House Show        | Tijuana, Messico  | 1                 | 197               | Halloween vinse un torneo per la riassegnazione del titolo sconfiggendo in finale Super Parka.         |
| 12  | Super Parka          | 31 marzo 2000     | House Show        | Tijuana, Messico  | 1                 | 760               | |
| 13  | Super Kendo          | 30 aprile 2002    | House Show        | Tijuana, Messico  | 1                 | 35                | |
| 14  | Super Parka          | 2 giugno 2002     | House Show        | Ensenada, Messico | 2                 | --                | |
| 15  | Super Kendo          | giugno 2004       | House Show        | California        | 2                 | --                | |
| 16  | Inferno              | 23 luglio 2004    | House Show        | Tijuana, Messico  | 1                 | 1.250             | |
| 17  | Nicho el Millonario  | 25 dicembre 2007  | House Show        | Rosarito, Messico | 1                 | 60                | |
| 18  | Dr. Wagner Jr.       | 23 febbraio 2008  | House Show        | Tijuana, Messico  | 1                 | 5.754+            | |

### Versione ZERO1
| No. | Campione           | Cambio di titolo | Cambio di titolo         | Cambio di titolo    | Statistiche regno | Statistiche regno | Note |
| No. | Campione           | Data             | Evento                   | Posizione           | Regno             | Giorni            | Note |
| --- | ------------------ | ---------------- | ------------------------ | ------------------- | ----------------- | ----------------- | --- |
| 1   | Filoso             | luglio 2005      | House Show               | --                  | 1                 | --                | Filoso non vinse ufficialmente la versione WWA del titolo, ma fu semplicemente riconosciuto come detentore della versione ZERO1 (con il vecchio design) del titolo. |
| 2   | Osamu Namiguchi    | 24 agosto 2005   | Fantastic Tour           | Nagano, Giappone    | 1                 | 7                 | |
| 3   | Katsuhiko Nakajima | 31 agosto 2005   | Liquid Amber Celebration | Hiroshima, Giappone | 1                 | 297               | |
| 4   | Tatsuhito Takaiwa  | 24 giugno 2006   | Rights                   | Tokyo, Giappone     | 1                 | 8                 | |
| -   | Disattivato        | 2 luglio 2006    | --                       | --                  | --                | --                | Il titolo viene temporaneamente disattivato. |
| 5   | The Zest           | 22 luglio 2007   | House Show               | Yamagata, Giappone  | 1                 | 261               | The Zest vinse un incontro con Osamu Namiguchi per riattivare il titolo.                                                                                            |
| 6   | NOIZ               | 6 aprile 2008    | Miracle Rocket           | Tokyo, Giappone     | 1                 | 77                | |
| -   | Disattivato        | 22 giugno 2008   | --                       | --                  | --                | --                | Il titolo venne reso vacante e disattivato quando Noiz lasciò la ZERO1.                                                                                             |